# Copa Sevilla 2003
Il Copa Sevilla 2003 è stato un torneo di tennis facente parte della categoria ATP Challenger Series nell'ambito dell'ATP Challenger Series 2003. Il torneo si è giocato a Siviglia in Spagna dal 29 settembre al 4 ottobre 2003 su campi in terra gialla.

## Vincitori

### Singolare
Luis Horna ha battuto in finale  Guillermo García López con il punteggio di 6–0, 4–6, 6–3.

### Doppio
Óscar Hernández /  Albert Portas hanno battuto in finale  Enzo Artoni /  Sergio Roitman con il punteggio di 6–4, 4–6, 6–4.